# NLP (Album)
NLP (Neuro-Linguistisches Programmieren) ist das erste und bedeutendste Album der Berliner Rap-Formation MOR. Es wurde am 30. April 2001 über das Independent-Label Royal Bunker veröffentlicht. NLP erschien als CD und Vinyl. Das Album gilt als Meilenstein des deutschen Battle-Raps.

## Covergestaltung
Das Albumcover zeigt in der Mitte den Schriftzug "MOR", der von Zeichnungen verschiedener aggressiver Wildtiere umgeben ist. Im Uhrzeigersinn sind dies: Ein Gorilla, eine Eidechse, ein Nashorn, ein Skorpion, ein Bär, ein Hai, ein Krokodil, ein Löwe und eine Schlange. Am unteren Rand steht der Albumtitel "NLP". Der Hintergrund ist in einem einfachen Grünton gehalten.

## Titelliste
| #  | Titel                                         | Rap                                                                                  | Produktion         | Dauer |
| -- | --------------------------------------------- | ------------------------------------------------------------------------------------ | ------------------ | ----- |
| 1  | Intro (feat. Valezka)                         | Valezka                                                                              | Melbeatz           | 0:44  |
| 2  | Schlangen (feat. J-Luv)                       | Justus Jonas, Kool Savas, Fuat, J-Luv                                                | Melbeatz           | 3:45  |
| 3  | Tsjakkaa (Skit) (feat. Emile Ratelband)       | -                                                                                    | -                  | 1:22  |
| 4  | NLP                                           | Kool Savas, Jack Orsen, Justus Jonas, Fumanschu, Ronald Mack Donald, Illo, Martin B. | Melbeatz           | 5:05  |
| 5  | Eintr8                                        | Justus Jonas, Kool Savas, Fu8                                                        | Kool Savas         | 1:18  |
| 6  | Elefanten                                     | Ronald Mack Donald, Jack Orsen, Kool Savas, Justus Jonas                             | Ronald Mack Donald | 3:48  |
| 7  | Wer rhymed gewinnt (feat. Laki, Jeyz & Lenny) | Laki, Jack Orsen, Kool Savas, Jeyz, Fu8, Lenny                                       | Melbeatz           | 4:32  |
| 8  | Br8                                           | Justus Jonas, Kool Savas                                                             | Kool Savas         | 0:48  |
| 9  | Hörst du, was du sagst?                       | Kool Savas, Fumanschu, Martin B.                                                     | Martin B.          | 3:12  |
| 10 | Louis (Skit)                                  | -                                                                                    | -                  | 0:44  |
| 11 | Bei mir                                       | Kool Savas, Fumanschu                                                                | Kool Savas         | 3:23  |
| 12 | Wer du bist / Wie du heißt                    | Jack Orsen, Ronald Mack Donald, Justus Jonas, Martin B.                              | Ronald Mack Donald | 3:44  |
| 13 | Gib 8                                         | Kool Savas, Justus Jonas, Fumanschu                                                  | Kool Savas         | 1:15  |
| 14 | Spreng die Bank                               | Fumanschu, Justus Jonas, Martin B.                                                   | Fumanschu          | 3:50  |
| 15 | Jeden Weg (feat. J-Luv)                       | Justus Jonas, Ronald Mack Donald, Martin B., Kool Savas, J-Luv                       | Ronald Mack Donald | 4:03  |
| 16 | Fremd im eigenen Land II                      | Justus Jonas, Kool Savas, Ronald Mack Donald, Jack Orsen, Martin B., Fumanschu, Illo | Illo               | 3:31  |
| 17 | Nordwestberlin (feat. Azad)                   | Azad, Kool Savas, Ronald Mack Donald, Fumanschu                                      | Kool Savas         | 3:30  |
| 18 | Rain                                          | Justus Jonas, Fu8, Jack Orsen, Fumanschu                                             | Melbeatz           | 3:02  |

## Rezeption
Für Blan P von MZEE.com ist M.O.R. die "Kombo schlechthin" und auch für "NLP" findet der Redakteur in seiner Kritik nur gute Worte. Rebellische Lyrics, um sich von der Szene abzugrenzen, wie Savas' "Denn ich kack' auf alles: Sakko, Fliege, Industrie und Meeting, du glaubst wirklich, dein kopierter Beat kann Preemo überbieten", der überragende Sound und die unterschiedlichen Rap-Styles sind für ihn eine "Dynamik des ständigen Wechsels, gepaart mit der Kompromisslosigkeit gegenüber der Wackness aus Rest-Deutschland". Für Blan P ist es M.O.R. gelungen, einen zeitlosen Klassiker zu schaffen und ganz nebenbei den Rap in Deutschland zu revolutionieren.